# Heidelberg

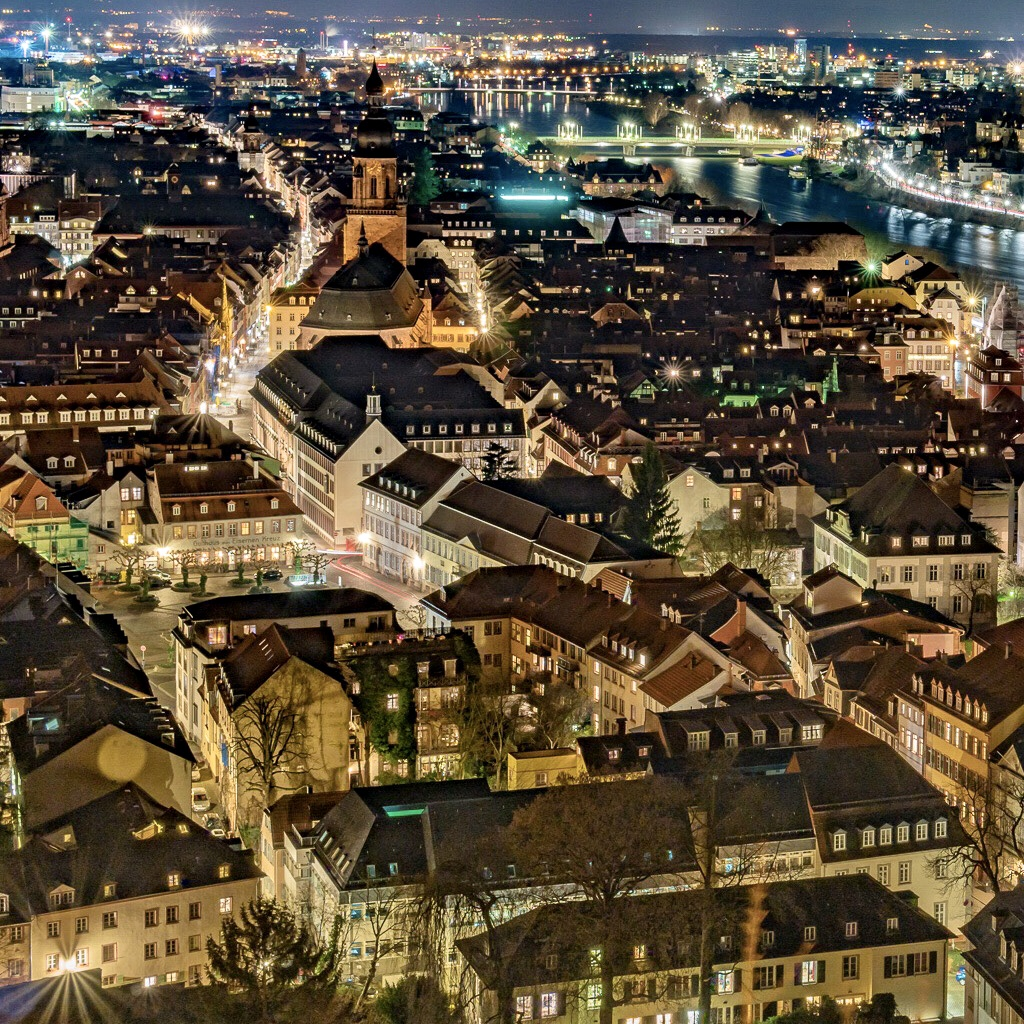
Stare miasto w Heidelbergu nocą z Kościołem Ducha Świętego (Heiliggeistkirche) i długim deptakiem na ul. Głównej (Hauptstrasse)

Heidelberg – miasto na prawach powiatu w Niemczech, w kraju związkowym Badenia-Wirtembergia, w rejencji Karlsruhe, w regionie Rhein-Neckar. Heidelberg leży po obu stronach Neckaru, na zboczach południowego Odenwaldu, u podnóża góry Königstuhl. Jest siedzibą powiatu Rhein-Neckar-Kreis, jednak do niego nie należy. Liczba mieszkańców wynosi 162 273 (31 grudnia 2022), a powierzchnia miasta 108,83 km². Miasto słynie ze swojego pięknego położenia i łagodnego klimatu.

## Historia
Pierwszą osadę na terenach dzisiejszego Heidelbergu założyli około IV – II wieku p.n.e. Celtowie. W czasach rzymskich powstała tu twierdza, świątynia i most. Dzisiejszą miejscowość założono w 1196 roku jako osadę we włościach klasztoru Schönau w Odenwaldzie. W 1220 roku uzyskała ona prawa miejskie, a pięć lat później, drogą wymiany weszła w skład włości hrabiego palatyna reńskiego Ludwika I Bawarskiego z rodu Wittelsbachów, którzy rozpoczęli budowę pierwszego zamku. Pod koniec XIII wieku miasto stało się jedną z głównych rezydencji rodu, a po wydzieleniu się linii palatyńskiej na podstawie porozumienia z Pawii w 1329 roku zostało stolicą księstwa, które w 1356 roku zostało podniesione do rangi elektoratu. Wzrost znaczenia państwa, a za tym i miasta, spowodował znaczący rozwój miejscowości, która osiągnęła ponad 5 tysięcy mieszkańców. W 1386 roku w Heidelbergu książę elektor Ruprecht I założył uniwersytet – najstarszy w granicach współczesnych Niemiec, trzeci najstarszy w granicach ówczesnego Cesarstwa i czwarty w Środkowej Europie (po praskim, krakowskim i wiedeńskim).
W XV wieku na skutek konfliktów miasto utraciło część swojego znaczenia. Dopiero czasy reformacji przyniosły nową dynamikę w jego rozwoju. Ponieważ ostatecznie elektorzy palatynatu przystąpili do wiary reformowanej – mało popularnej w Cesarstwie poza Szwajcarią i Holandią – byli oni zmuszeni do szukania sojuszy w odległych krajach Europy. Miasto, dzięki uniwersytetowi, stało się jednym z głównych ośrodków intelektualnych kalwinizmu. Zasłynęło z publikacji Katechizmu Heidelberskiego oraz bogatej Biblioteki Palatyńskiej (łac. Bibliotheca Palatina) powstałej z księgozbiorów zrabowanych z likwidowanych klasztorów. Szczytem tej epoki był ślub księcia elektora Fryderyka V z królewną Elżbietą Stuart, córką króla Anglii.
W czasie wojny trzydziestoletniej miasto okupowały wojska Ligi Katolickiej. W tym czasie księgozbiór Biblioteki Palatyńskiej wysłano do Rzymu. Największe zniszczenia przyniosły ze sobą jednak sprzymierzone z Unią Protestancką wojska szwedzkie, które zajęły miasto w roku 1633. Po pokoju westfalskim miasto nie odzyskało swojego znaczenia. Od 1685 roku władcy Palatynatu Reńskiego byli katolikami, jednak prowadzili politykę tolerancji religijnej.
Największą tragedią w dziejach miasta było dwukrotne zburzenie przez wojska francuskie miasta i zamku w trakcie wojny o sukcesję w Palatynacie w 1689 i 1693 roku – przetrwały jedynie dwa kościoły, jedna kamienica i dwa fragmenty murów miejskich, a zamek stoi do dziś w ruinie. Zniszczenia spowodowały odbudowę miasta w stylu barokowym oraz w 1720 roku przeniesienie rezydencji książąt elektorów do Mannheim. Sprowadzeni w roku 1703 jezuici założyli kolegium oraz przeprowadzili budowę okazałego kościoła.
W ramach rozbioru Palatynatu Reńskiego w 1803 roku Heidelberg włączono do Wielkiego Księstwa Badenii. Począwszy od końca XVIII wieku miasto stało się drugim, obok Jeny, centrum niemieckiego wczesnego romantyzmu. Od tego czasu jest nieustannie jednym z głównych celów turystycznych Niemiec.
XIX wiek, oprócz romantyzmu przyniósł odnowienie uniwersytetu (który uzyskał miano Ruperto Carola od łacińskich imion założyciela) i industrializację. W 1840 roku powstało jedno z najstarszych połączeń kolejowych Niemiec z Mannheim do Heidelbergu. Powstały kliniki, nowe dzielnice, duże przedsiębiorstwa. Uniwersytet stał się jednym z czołowych ośrodków naukowych na świecie. W 1848 roku Heidelberg był jednym z głównych ośrodków rewolucyjnych.
Po I wojnie światowej na pierwszego prezydenta Republiki Weimarskiej wybrano Friedricha Eberta pochodzącego z Heidelbergu. Począwszy od wielkiego kryzysu w mieście popularność zdobyło NSDAP. W okresie kryształowej nocy zniszczono wszystkie synagogi w mieście, a 150 Żydów deportowano do Dachau. Kolejnych 280 deportowano 22 października 1940 roku, najpierw do Gurs, następnie do Auschwitz. W czasie wojny Heidelberg, jako jedno z nielicznych większych miast Niemiec nie został zbombardowany przez Aliantów.
Po wojnie w mieście znajdowała się kwatera główna sił zbrojnych Stanów Zjednoczonych w Europie. W zamachu bombowym dokonanym przez Frakcję Czerwonej Armii zginęło trzech żołnierzy Stanów Zjednoczonych, a kilku innych zostało rannych. W okresie powojennym zrealizowano kilka projektów urbanistycznych na szeroką skalę: nowy dworzec, nowy kampus uniwersytecki, osiedla z wielkiej płyty w dzielnicach Boxberg i Emmertsgrund. W mieście ulokowano kilka instytutów naukowych o międzynarodowym znaczeniu. Złożony w 2004 roku wniosek o wpisanie Starego Miasta i ruin zamku na listę światowego dziedzictwa UNESCO został dwukrotnie odrzucony. Do 2013 roku wojska amerykańskie wycofały się całkowicie z Heidelbergu, a na części przejętych gruntów powstaje nowe osiedle Bahnstadt.

## Gospodarka
Na dzień 30 września 2011 roku w Heidelbergu zarejestrowanych było 1113 przedsiębiorstw. Zatrudnianych w nich było około 7100 osób. Obrót wyniósł 340 miliony euro. W Heidelbergu swoją siedzibę ma największy producent maszyn poligraficznych Heidelberger Druckmaschinen oraz jeden z największych producentów cementu HeidelbergCement. W Heidelbergu znajdują się fabryki Henkela. W mieście rozwinął się przemysł maszynowy, precyzyjny, środków transportu, elektrotechniczny, chemiczny, skórzany oraz spożywczy.

## Administracja
Heidelberg jest siedzibą powiatu Rhein-Neckar, choć sam do niego nie należy (samo miasto ma status powiatu). Są tu instytucje i urzędy powiatowe jak: Behördenzentrum dla powiatu Rhein-Neckar, urząd powiatowy (Landratsamt), sąd powiatowy (Amtgericht) i sąd rejonowy (Landgericht).

### Podział administracyjny
Miasto składa się z 15 dzielnic, które skupione są w sześciu sektorach. W centralnej części miasta znajdują się Altstadt, Bergheim i Weststadt. Na północy Neuenheim i Handschuhsheim. Na wschodzie Ziegelhausen i Schlierbach. Na południu Südstadt, Rohrbach, Emmertsgrund, Boxberg i południowym zachodzie Kirchheim. Na zachodzie Bahnstadt, Pfaffengrund i Wieblingen.

## Wojsko
Pod koniec wojny, 30 marca 1945 roku Amerykanie zajęli Heidelberg nie napotykając na opór Niemców. Jako że, Heidelberg znalazł się w amerykańskiej strefie okupacyjnej od roku 1945 stacjonowali tu żołnierze amerykańscy. Wojska początkowo zakwaterowano w byłych koszarach niemieckich Großdeutschland-Kaserne, które później przemianowano na Campbell Barracks. Utworzono tu główną kwaterę amerykańskich sił zbrojnych w Europie. Stacjonowała tu 7 Armia (ang. US Army, Europe & Seventh Army; krótko USAREUR), była tu główna kwatera Territorialkommando Süd, sztaby NATO, Central Army Group (CENTAG), Fourth Allied Tactical Air Force (4. ATAF, 1980-1993), oraz Allied Command Europe Mobile Forces. Wojska zajmowały kwatery w Campbell Barracks na południu miasta, a rodziny mieszkały na osiedlu Mark-Twain-Village z własnymi szkołami, sklepami i restauracjami. W latach 50. XX wieku wybudowano aż 708 mieszkań dla żołnierzy i ich rodzin.

## Transport

### Drogi

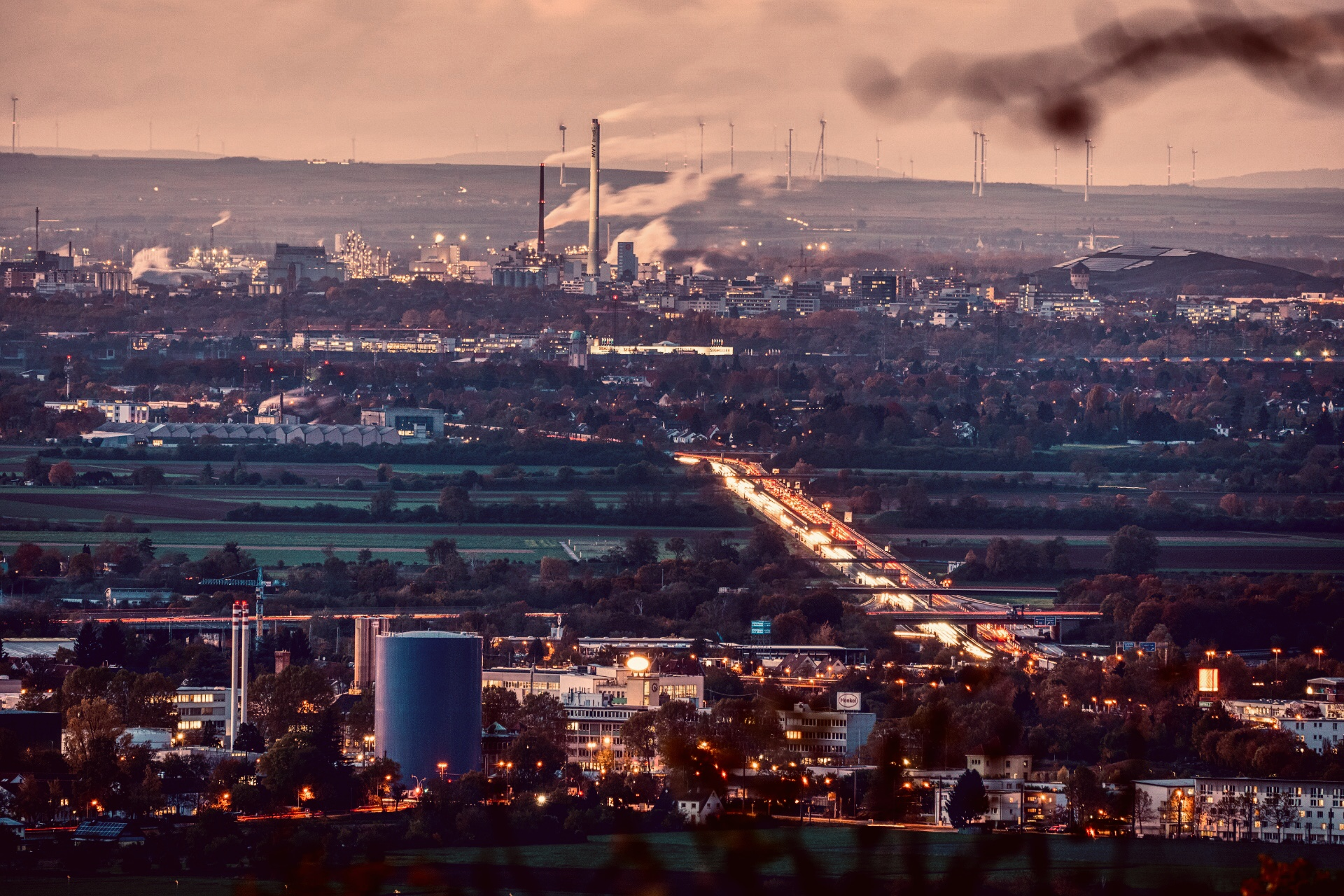
BAB 656 od węzła autostradowego Heidelberg do Mannheim

Heidelberg leży w pobliżu Autostrady A5 łączącej Frankfurt z Karlsruhe, a dalej z Bazyleą. Do miasta są trzy zjazdy: Dossenheim, Kreuz Heidelberg (skrzyżowanie z autostradą A656 i B37 do Mannheim) oraz Heidelberg/Schwetzingen (zjazd na B535). Przez drogę w osi wschód-zachód prowadzi droga krajowa nr 37 łącząca Kaiserslautern przez Mannheim do Mosbach. W kierunku północ-południe wiedzie droga krajowa nr 3 Hamburg – Frankfurt – Bazylea. Do Heidelbergu od zachodu wpada droga krajowa nr 535, która wraz z odcinkiem B3 stanowi południową obwodnicę miasta.

### Kolej

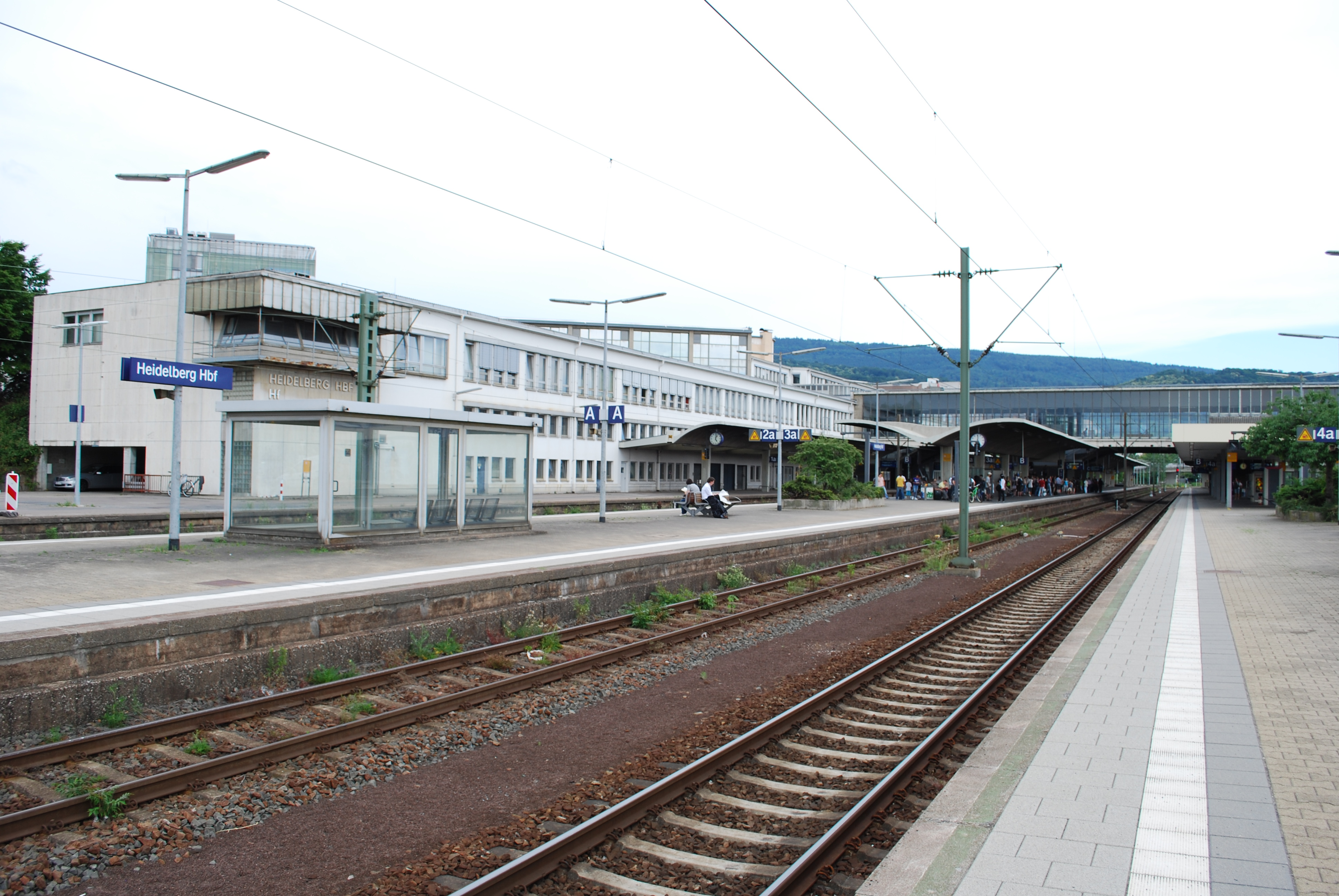
stacja kolejowa Heidelberg Hauptbahnhof

Heidelberg jest ważnym węzłem kolejowym oraz przystankiem dla pociągów ekspresowych. Dawniej, w czasie istnienia, w Heidelbergu zatrzymywały się również pociągi Trans-Europ-Express (TEE) oraz FernExpress (FD). W Heidelbergu jest kilka stacji kolejowych. Heidelberg-Altstadt (dawniej Karlstor) przy starym mieście oraz Heidelberg-Weststadt/Südstadt przyjmują pociągi z kierunku Sinsheim i Mosbach. Na stacji Heidelberg-Pfaffengrund/Wieblingen zatrzymują się pociągi jadące z Mannheim, z kolei na stacji Heidelberg-Kirchheim/Rohrbach można wsiąść do pociągu jadącego w kierunku Bruchsal, a dalej do Karlsruhe. W centrum, przy Willy-Brand-Platz znajduje się główny dworzec miasta: Heidelberg Hauptbahnhof.

## Zabytki i atrakcje turystyczne
Heidelberg jest jednym z nielicznych większych miast Niemiec, które nie ucierpiało w czasie II wojny światowej. Atrakcyjne położenie na zboczach gór przy końcowym odcinku przełomowej doliny rzeki Neckar powoduje, że miasto jest od czasów romantyzmu nieprzerwanie jednym z głównych celów turystycznych kraju.
Spore Stare Miasto (Altstadt) zostało gruntownie odbudowane po zniszczeniach z lat 1689 i 1693 w stylu barokowym. W jego granicach wyróżniają się:

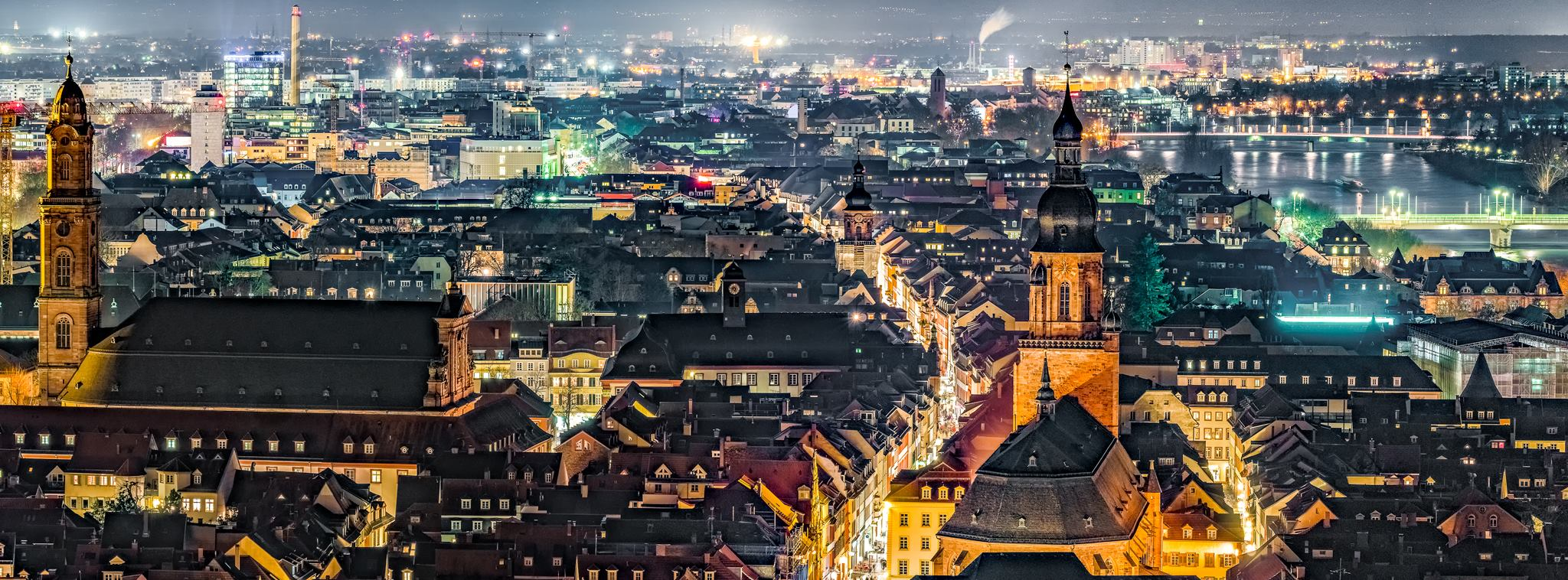
Od lewej: Kościół Jezuitów, Kościół Opatrzności Bożej i Kościół Ducha Świętego na Starym Mieście w Heidelbergu nad rzeką Neckar

- Stary Most (Alte Brücke, Karl-Theodor-Brücke) – wybudowany w 1788 roku przez elektora Karola Teodora Wittelsbacha na miejscu wcześniejszych konstrukcji drewnianych. Zniszczony w czasie II wojny światowej przez oddziały Wehrmachtu został zrekonstruowany w 1947 r.
- Kościół Świętego Ducha (Heiliggeistkirche) – kościół gotycki użytkowany przez parafię ewangelicką został wybudowany w latach 1398–1515 jest najznaczniejszą budowlą jaka przetrwała z czasów średniowiecza na Starym Mieście. Znajduje się przy Rynku (Marktplatz) i posiada charakterystyczne kramy dobudowane od zewnątrz.
- Kościół uniwersytecki św. Piotra (Peterskirche) – najstarszy kościół zachowany na Starym Mieście z XIII wieku, do budowy kościoła Ducha Świętego pełnił rolę fary miejskiej. W 1896 r. został przejęty przez uniwersytet. Wewnątrz znajduje się około 150 epitafiów profesorów uniwersytetu.
- Kościół pojezuicki pw. Ducha Świętego i św. Ignacego (Jesuitenkirche, Pfarrkirche Heiliger Geist und St. Ignatius) – najważniejsza świątynia katolicka miasta wybudowana w 1. połowie XVIII wieku przez jezuitów na miejscu dawnego klasztoru augustynów. W 1809 r. stał się kościołem parafialnym.
- Ratusz (Rathaus) – wybudowany w latach 1701–1703 w stylu barokowym.
- Hotel pod rycerzem (Hotel zum Ritter) – znajdująca się naprzeciw kościoła Ducha Świętego kamienica renesansowa, która jako jedyna przetrwała bombardowanie francuskie.
- Pozostałości średniowiecznych fortyfikacji miejskich – stajnia (Marstall) i wieża czarownic (Hexenturm).
- Ulica Główna (Hauptstrasse) – jeden z najdłuższych deptaków w Europie, przy którym mieszczą się liczne reprezentacyjne XVIII- i XIX-wieczne budynki.
- Kościół Opatrzności Bożej (Providenzkirche) – ewangelicki XVII-wieczny kościół, dawniej siedziba parafii luterańskiej.
- Historyczne budynki uniwersytetu, w tym Stary Uniwersytet (Alte Universität) w którym się mieści muzeum uniwersyteckie, biblioteka uniwersytecka (Universitätsbibliothek), instytut psychologii (Psychologisches Institut, Alte Anatomie) i inne.
- Barokowe pałace i kamienice, w tym: budynek Heidelberskiej Akademii Nauk (Heidelberger Akademie der Wissenschaften, znany też jako Großherzogliches Palais), Palais Morass będący siedzibą Muzeum Elektoratu Palatynatu Reńskiego (Kurpfälzisches Museum) i in.Rzeźba pawiana na bulwarach rzeki Neckar w pobliżu Starego Mostu (Alte Brücke)

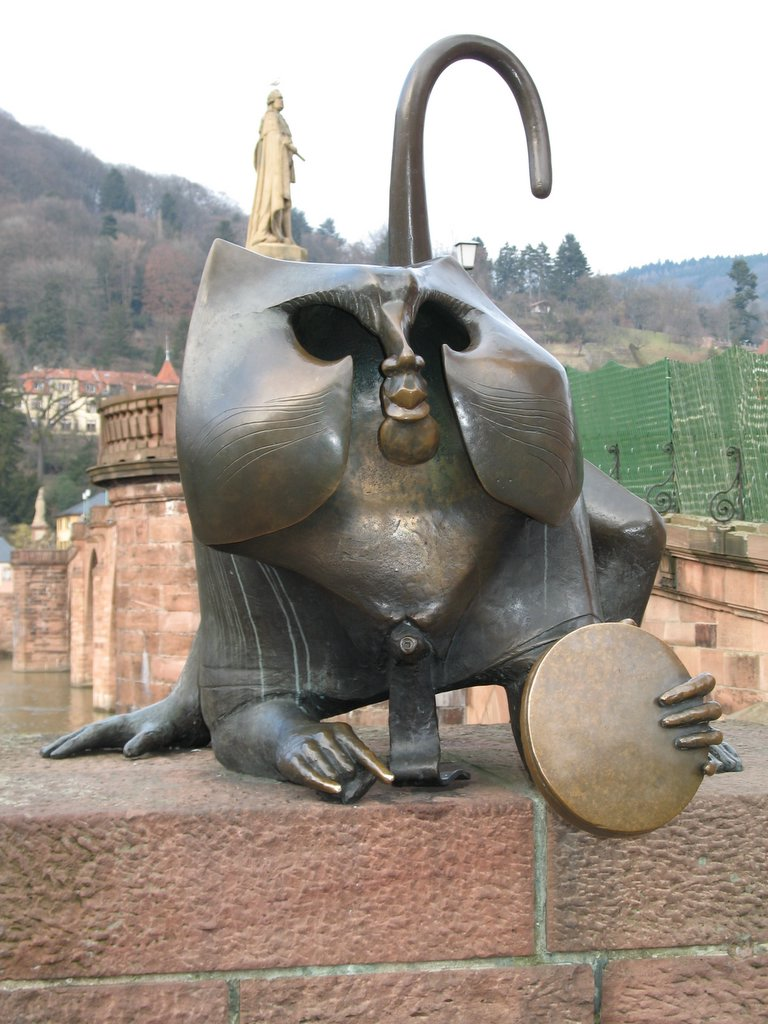
Rzeźba pawiana na bulwarach rzeki Neckar w pobliżu Starego Mostu (Alte Brücke)

- Brama Karola (Karlstor) wybudowana między 1775 a 1781 r. w formie łuku triumfalnego.
- Barokowa kaplica św. Anny (St. Anna Kapelle).

Poza Starym Miastem wyróżniającymi się miejscami są:
- Ruiny gotycko-renesansowego zamku (Heidelberger Schloss) na zboczu góry Königstuhl, 80 metrów nad miastem. Ruiny otaczają historyczne ogrody. Na zamku można obejrzeć największą na świecie beczką na wino (Großes Fass).
- Góra Königstuhl z zabytkową koleją górską i instytutami naukowymi, atrakcjami turystycznymi oraz gołoborzami.
- Trasa panoramiczna Philosophenweg, z której rozciągają się widoki na miasto.
- Opactwo Neuburg
- Dawne miasteczko Handschuhsheim(inne języki) z ruinami gotyckiego zamku i średniowiecznym kościołem św. Wita.
- XIX-wieczne dzielnice Neuenheim i Weststadt.
- Cmentarz miejski Bergfriedhof, na którym jest pochowane wiele osobistości, jak Friedrich Ebert, Carl Bosch, Max Wolf i inni.
- Góra Heiligenberg z ruinami dwóch średniowiecznych klasztorów (św. Michała i św. Szczepana), celtyckich wałów, wieżami widokowymi, ponazistowskim amfiteatrem Thingstätte,
- Ogród zoologiczny
- Ogród Botaniczny Uniwersytetu Ruprechta i Karola
- Błonia nad Neckarem (Neckarwiese(inne języki))

W mieście znajduje się kilkanaście muzeów. Do najważniejszych należą:
- Kurpfälzisches Museum(inne języki)
- Deutsches Apotheken-Museum(inne języki) w ruinach zamku
- Muzeum uniwersyteckie
- Muzeum zamkowe
- Muzeum sztuki sakralnej przy kościele pojezuickim

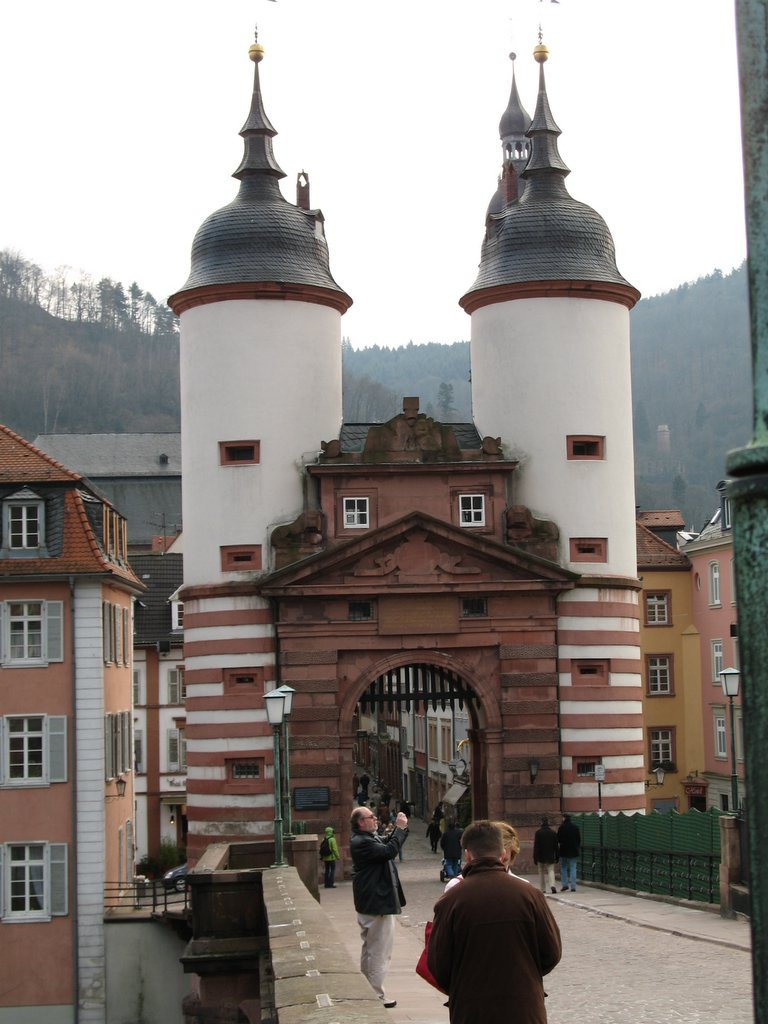
Wejście na Stary Most (Alte Brücke)

## Nauka
W Heidelbergu centrum życia kulturalnego i umysłowego stanowi Uniwersytet Ruprechta i Karola, najstarszy uniwersytet na terenie dzisiejszych Niemiec. Poza tym w mieście są Wyższa Szkoła Pedagogiczna (Pädagogische Hochschule Heidelberg),  Hochschule für Jüdische Studien Heidelberg i Wyższa Szkoła Muzyki Kościelnej (Hochschule für Kirchenmusik Heidelberg). Są też prywatne SRH Hochschule Heidelberg, Wyższa Szkoła Zarządzania Międzynarodowego (Hochschule für Internationales Management Heidelberg) oraz amerykański Schiller International University. W Heidelbergu jest wiele gimnazjów i szkół realnych. Dawniej w Heidelbergu była też Wyższa Szkoła Muzyki i Teatru (Hochschule für Musik und Theater), ale została połączona z podobną jednostką w Mannheim, a później przez nią wchłonięta.

## Kultura

### Imprezy
- marzec/kwiecień: Festiwal Muzyczny „Heidelberger Frühling(inne języki)”
- marzec/kwiecień: Internationaler Ostereiermarkt Heidelberg
- kwiecień: półmaraton
- maj: Frühlingsmesse
- czerwiec: Deutsch-Amerikanisches Volksfest w Patrick Henry Village.
- czerwiec/sierpień: Heidelberger Schlossfestspiele(inne języki) na zamku
- wrzesień: Heidelberger Herbst na Starym Mieście
- październik: Herbstmesse
- październik/listopad: Heidelberger Theatertage, Enjoy Jazz(inne języki)
- listopad: Internationales Filmfestival Mannheim-Heidelberg
- listopad/grudzień: Weihnachtsmarkt na Starym Mieście

## Współpraca
Miejscowości partnerskie:
- Budziszyn, Saksonia od 1991[10]
- Cambridge, Wielka Brytania od 1965[10]
- Kumamoto, Japonia od 1992
- Montpellier, Francja od 1961[10]
- Rechowot, Izrael od 1983[10]
- Symferopol, Ukraina od 1991[10]
- Mostar, Bośnia i Hercegowina, od 2006
- Calamba, Filipiny, od 2011
- Jelenia Góra, Polska

## Osoby związane z Heidelbergiem
- Adam Asnyk – polski poeta i dramatopisarz; studiował w Heidelbergu w latach 1861–1862[11]
- Walther Bothe – noblista
- Hermann Buddensieg (1893 – 1976) – poeta. tłumacz, wydawca „Mickiewicz Blätter”, autor przekładu „Pana Tadeusza”
- Oskar Bülow – prawnik
- Maximilian Joseph von Chelius(inne języki) – niemiecki okulista i chirurg; żył i pracował w Heidelbergu
- Friedrich Ebert – prezydent Niemiec
- Joseph Goebbels – minister propagandy III Rzeszy
- Theodor Hänsch – noblista
- Georg Wilhelm Friedrich Hegel – filozof
- Karl Jaspers – psychiatra i filozof, egzystencjalista
- Ernst Jünger – pisarz, ur. w Heidebergu
- Helmut Kohl – kanclerz Niemiec
- Jan Ámos Komenský – czeski pedagog
- Albrecht Kossel – noblista
- Richard Kuhn – noblista
- Philipp Lenard – noblista
- Michael Maestlin – astronom
- Michael Fassbender – aktor
- Filip Melanchton – teolog
- Otto Meyerhof – noblista
- Steffen Möller – niemiecki autor, aktor i kabareciarz, mieszka w Heidelbergu[12]
- Xavier Naidoo – niemiecki piosenkarz; przez kilka lat mieszkał w Heidelbergu[13]
- Bert Sakmann – noblista

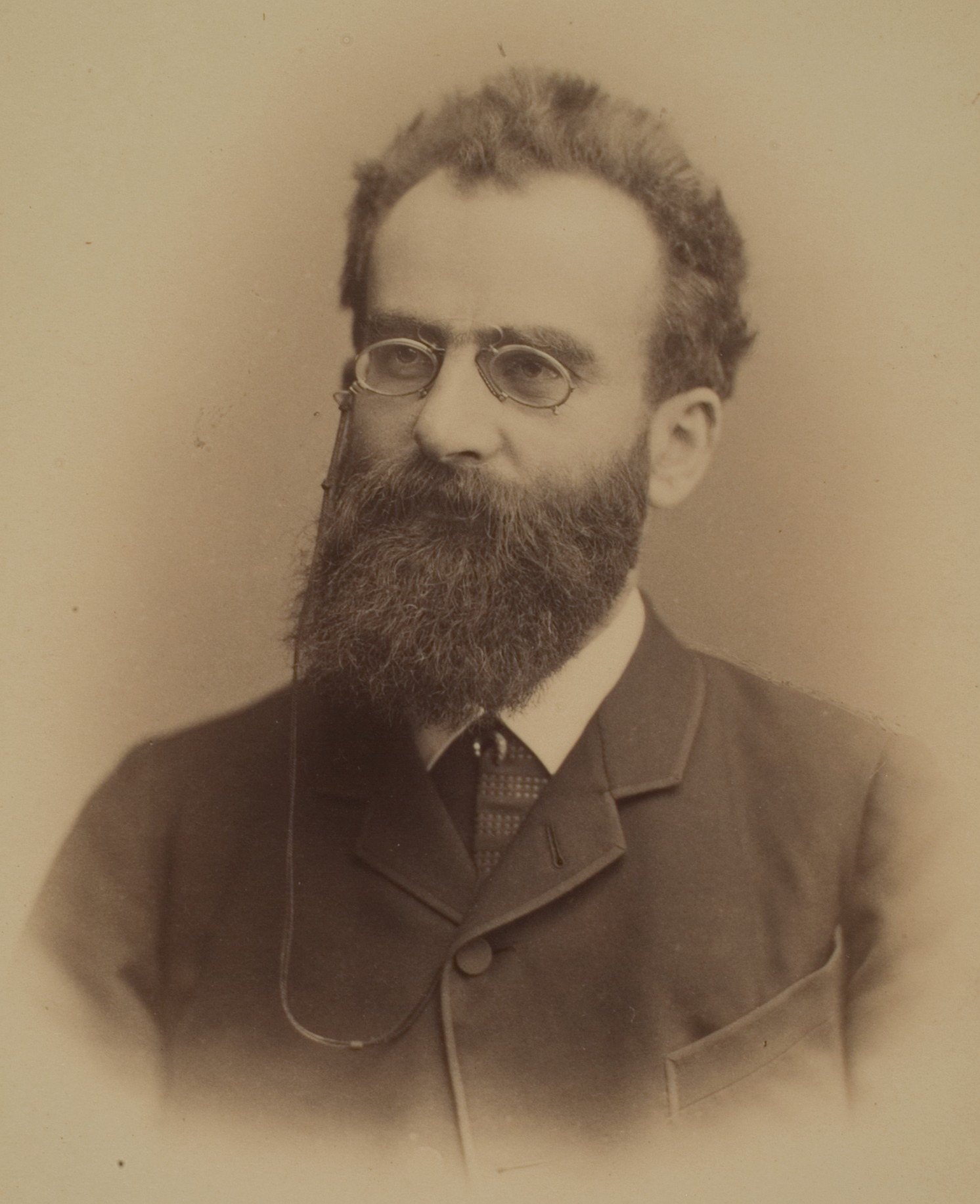
Fritz Schöll

- Fritz Schöll(inne języki) – niemiecki filolog klasyczny; wykładał na uniwersytecie heidelberskim w latach 1877–1918
- Felix Wankel – twórca silnika wankla
- Max Weber – socjolog
- Georg Wittig – noblista
- Andrzej Vincenz – językoznawca, publicysta (współpracownik paryskiej „Kultury”)
- Max Wolf – astronom
- Piotr Zaremba – pierwszy polski prezydent Szczecina; urodzony w Heidelbergu
- Khalid – amerykański piosenkarz, syn wojskowego, mieszkał w Heidelbergu przez 6 lat
- Nelson Piquet Jr. – kierowca wyścigowy, urodził się w Heidelbergu
- Tala Al-Deen – niemiecka aktorka filmowa i telewizyjna, urodziła się w Heidelbergu

### Ślady Polaków w Heidelbergu
W 1910 roku w Heidelbergu urodził się pierwszy powojenny prezydent Szczecina Piotr Zaremba. Jego matka była Niemką. W Heidelbergu urodził się też, a później studiował chirurg Antoni Jurasz. Jego ojciec o tym samym imieniu Antoni Jurasz na uniwersytecie heidelberskim uzyskał habilitację z laryngologii i był pierwszym polskim profesorem, który tam wykładał. W Heidelbergu w latach 1861–1862 studiował Adam Asnyk. W roku 1866 uzyskał doktorat z filozofii na Uniwersytecie Ruprechta i Karola. Na uniwersytecie w Heidelbergu studiowali też m.in. prawnik i publicysta Józef Kleczyński, działacz niepodległościowy i członek Rządu Narodowego Dionizy Skarżyński, lekarz anatom Ludwik Karol Teichmann, lekarz i filozof medyczny Stanisław Trzebiński, doktor filozof i historyk filozofii Adam Zieleńczyk, arystokrata i oficer powstania listopadowego Ignacy Gurowski, lekarz psychiatra Adolf Falkowski (później pracował u Franza Nissla), dyplomata i major WP Karol Dubicz-Penther, ziemianin i polityk Artur Dobiecki, podróżnik i geolog Paweł Strzelecki, odkrywca Góry Kościuszki.
W 1835 roku w obecnym budynku Muzeum Palatynatu koncert dał Fryderyk Chopin. Wykonał go w domu chirurga Maximiliana von Cheliusa w podziękowaniu za pomoc lekarską udzieloną w pobliskim Baden-Baden. Innym z pacjentów owego doktora był też Zygmunt Krasiński, który zasięgał konsultacji lekarskich około 35 razy. W mieście w 1829 roku byli poeci Adam Mickiewicz i Antoni Edward Odyniec, a w latach 20. XX wieku Jarosław Iwaszkiewicz.